# Canottaggio ai Giochi della XXVIII Olimpiade - 4 senza maschile
La gara di 4 senza maschile dei Giochi della XXVIII Olimpiade si è svolta tra il 14 e il 21 agosto 2004.

## Batterie
Hanno partecipato alle batterie di qualificazione 13 equipaggi, suddivisi in 3 batterie: i primi tre di ogni batteria sono passati direttamente alle semifinali, mentre gli altri hanno effettuato i ripescaggi.
14 agosto 2004
| Posizione | Nazione   | Atleta                                                                | Tempo      |
| --------- | --------- | --------------------------------------------------------------------- | ---------- |
| 1         | Canada    | Cameron Baerg, Thomas Herschmiller, Jake Wetzel e Barney Williams     | 6'26"38 SF |
| 2         | Polonia   | Jarosław Godek, Mariusz Daniszewski, Artur Rozalski e Rafał Smoliński | 6'30"72 SF |
| 3         | Rep. Ceca | Jakub Makovicka, Jan Schindler, Petr Vitasek e Karel Neffe Jr.        | 6'31"23 SF |
| 4         | Croazia   | Damir Vučičić, Igor Boraska, Petar Milin e Marko Dragičević           | 6'34"05 R  |
| 5         | Romania   | Daniel Măstăcan, Florin Corbeanu, Ovidiu Cornea e Gheorghița Munteanu | 6'40"16 R  |

| Posizione | Nazione       | Atleta                                                              | Tempo      |
| --------- | ------------- | ------------------------------------------------------------------- | ---------- |
| 1         | Gran Bretagna | Steve Williams, James Cracknell, Ed Coode e Matthew Pinsent         | 6'20"85 SF |
| 2         | Italia        | Lorenzo Porzio, Dario Dentale, Luca Agamennoni e Raffaello Leonardo | 6'22"58 SF |
| 3         | Slovenia      | Tomaž Pirih, Jani Klemenčič, Grega Sračnjek e Miha Pirih            | 6'25"36 SF |
| 4         | Stati Uniti   | Garrett Klugh, Michael Wherley, Jamie Schroeder e Wolfgang Moser    | 6'30"01 R  |

| Posizione | Nazione       | Atleta                                                                     | Tempo      |
| --------- | ------------- | -------------------------------------------------------------------------- | ---------- |
| 1         | Australia     | Dave McGowan, Rob Jahrling, Tom Laurich e David Dennis                     | 6'21"97 SF |
| 2         | Nuova Zelanda | Donald Leach, Mahé Drysdale, Carl Meyer e Eric Murray                      | 6'22"91 SF |
| 3         | Germania      | Jochen Urban, Sebastian Thormann, Philipp Stüer e Bernd Heidicker          | 6'33"14 SF |
| 4         | Russia        | Sergej Matveev, Vladimir Volodenkov, Evgenij Žigulin e Aleksandr Litvinčev | 6'36"93 R  |

## Ripescaggi
I primi 3 equipaggi si sono qualificati per le semifinali.
17 agosto
| Posizione | Nazione     | Atleta                                                                     | Tempo      |
| --------- | ----------- | -------------------------------------------------------------------------- | ---------- |
| 1         | Russia      | Sergej Matveev, Vladimir Volodenkov, Evgenij Žigulin e Aleksandr Litvinčev | 5'56"94 SF |
| 2         | Stati Uniti | Garrett Klugh, Michael Wherley, Jamie Schroeder e Wolfgang Moser           | 5'58"13 SF |
| 3         | Croazia     | Damir Vučičić, Igor Boraska, Petar Milin e Marko Dragičević                | 5'58"48 SF |
| 4         | Romania     | Daniel Măstăcan, Florin Corbeanu, Ovidiu Cornea e Gheorghița Munteanu      | 6'00"10    |

## Semifinali
I primi tre equipaggi delle semifinali si sono qualificati per la finale A, gli altri hanno invece disputato la finale B.
18 agosto 2004
| Posizione | Nazione     | Atleta                                                              | Tempo      |
| --------- | ----------- | ------------------------------------------------------------------- | ---------- |
| 1         | Canada      | Cameron Baerg, Thomas Herschmiller, Jake Wetzel e Barney Williams   | 5'50"68 FA |
| 2         | Australia   | Dave McGowan, Rob Jahrling, Tom Laurich e David Dennis              | 5'51"81 FA |
| 3         | Italia      | Lorenzo Porzio, Dario Dentale, Luca Agamennoni e Raffaello Leonardo | 5'52"12 FA |
| 4         | Germania    | Jochen Urban, Sebastian Thormann, Philipp Stüer e Bernd Heidicker   | 5'54"45 FB |
| 5         | Rep. Ceca   | Jakub Makovicka, Jan Schindler, Petr Vitasek e Karel Neffe Jr.      | 5'55"81 FB |
| 6         | Stati Uniti | Garrett Klugh, Michael Wherley, Jamie Schroeder e Wolfgang Moser    | 5'56"78 FB |

| Posizione | Nazione       | Atleta                                                                     | Tempo      |
| --------- | ------------- | -------------------------------------------------------------------------- | ---------- |
| 1         | Gran Bretagna | Steve Williams, James Cracknell, Ed Coode e Matthew Pinsent                | 5'50"44 FA |
| 2         | Nuova Zelanda | Donald Leach, Mahé Drysdale, Carl Meyer e Eric Murray                      | 5'52"95 FA |
| 3         | Polonia       | Jarosław Godek, Mariusz Daniszewski, Artur Rozalski e Rafał Smoliński      | 5'53"32 FA |
| 4         | Slovenia      | Tomaž Pirih, Jani Klemenčič, Grega Sračnjek e Miha Pirih                   | 5'55"53 FB |
| 5         | Russia        | Sergej Matveev, Vladimir Volodenkov, Evgenij Žigulin e Aleksandr Litvinčev | 6'02"26 FB |
| 6         | Croazia       | Damir Vučičić, Igor Boraska, Petar Milin e Marko Dragičević                | 6'05"54 FB |

## Finali
21 agosto 2004
| Posizione | Nazione       | Atleta                                                                | Tempo   |
| --------- | ------------- | --------------------------------------------------------------------- | ------- |
|           | Gran Bretagna | Steve Williams, James Cracknell, Ed Coode e Matthew Pinsent           | 6'06"98 |
|           | Canada        | Cameron Baerg, Thomas Herschmiller, Jake Wetzel e Barney Williams     | 6'07"06 |
|           | Italia        | Lorenzo Porzio, Dario Dentale, Luca Agamennoni e Raffaello Leonardo   | 6'10"41 |
| 4         | Australia     | Dave McGowan, Rob Jahrling, Tom Laurich e David Dennis                | 6'13"06 |
| 5         | Nuova Zelanda | Donald Leach, Mahé Drysdale, Carl Meyer e Eric Murray                 | 6'15"47 |
| 6         | Polonia       | Jarosław Godek, Mariusz Daniszewski, Artur Rozalski e Rafał Smoliński | 6'22"43 |

19 agosto 2004
| Posizione | Nazione     | Atleta                                                                     | Tempo   |
| --------- | ----------- | -------------------------------------------------------------------------- | ------- |
| 1         | Germania    | Jochen Urban, Sebastian Thormann, Philipp Stüer e Bernd Heidicker          | 5'48"52 |
| 2         | Rep. Ceca   | Jakub Makovicka, Jan Schindler, Petr Vitasek e Karel Neffe Jr.             | 5'49"99 |
| 3         | Slovenia    | Tomaž Pirih, Jani Klemenčič, Grega Sračnjek e Miha Pirih                   | 5'50"59 |
| 4         | Stati Uniti | Garrett Klugh, Michael Wherley, Jamie Schroeder e Wolfgang Moser           | 5'52"55 |
| 5         | Russia      | Sergej Matveev, Vladimir Volodenkov, Evgenij Žigulin e Aleksandr Litvinčev | 5'53"58 |
| 6         | Croazia     | Damir Vučičić, Igor Boraska, Petar Milin e Marko Dragičević                | 5'57"36 |